# Pagėgiai
Pagėgiai jsou litevské okresní město v Tauragėském kraji, 30 km na jihovýchod od krajského města Tauragė, na pravém (severním) břehu řeky Gėgė (pravý přítok ramene delty Němenu Rusnė), od které město dostalo název, na levém břehu řeky Vilka. Ve městě jsou dva kostely: katolický kostel Sv. Kříže (postaven kolem roku 1930) a evangelický luterský (postaven roku 1933), dále gymnázium A. Mockuse, základní škola, od roku 1937 městská knihovna, pošta (PSČ je LT-99302), městský park. V blízkosti města směrem na západ je stejnojmenná ves Pagėgiai.

## Minulost města
Pagėgiai jsou zmiňovány od roku 1281, kdy jednomu Skalvovi zde byly připsány pozemky. Od 15. století spadaly do německého Klaipėdského kraje. V roce 1875 postavena železniční trať Klaipėda - Šilutė - Tilžė, obec Pagėgiai začala prosperovat a v roce 1923, po připojení Klaipėdského kraje k Litvě, byla udělena městská práva. 

## Sport
- FK Pagėgiai fotbalový klub;

## Koncentrační tábor
Oflager - 53 - filiálka koncentračního tábora Buchenwald